# Maisoncelles (Sarthe)
Maisoncelles is een gemeente in het Franse departement Sarthe (regio Pays de la Loire) en telt 204 inwoners (1999). De plaats maakt deel uit van het arrondissement Mamers.

## Geografie
De oppervlakte van Maisoncelles bedraagt 11,1 km², de bevolkingsdichtheid is 18,4 inwoners per km².
De onderstaande kaart toont de ligging van Maisoncelles (Sarthe) met de belangrijkste infrastructuur en aangrenzende gemeenten.

## Demografie
Onderstaande figuur toont het verloop van het inwonertal (bron: INSEE-tellingen).